# Javier Pereira
Javier Pereira Collado (Madrid, 5 de noviembre de 1981) es un actor de cine, teatro y televisión español.

## Biografía
Fue niño de San Ildefonso, llegando a cantar el primer premio del Sorteo Extraordinario de Navidad en dos ocasiones, 1993 y 1994. Muy rápidamente, abandonó sus estudios y encontró su verdadera vocación en el mundo de la interpretación. Para lograr una buena formación ingresó en la escuela de Cristina Rota, en la que la actriz Raquel Pérez le impartió clases. 
Adquirió cierta notoriedad entre el público gracias a su trabajo en las series Nada es para siempre (1999-2000) y Al salir de clase (1997-2001), de cuya última remesa de actores formó parte.
Su carrera experimentó un giro cuando Pablo Malo le contrató para interpretar al hijo de Marisa Paredes y hermano de Unax Ugalde en Frío sol de invierno (2004).
A raíz de ella se forjó una imagen de joven sencillo, tímido, emocionalmente frágil. Por estas razones Pablo Malo lo recomendó a Gerardo Herrero, quien buscaba un actor para interpretar al veinteañero heroinómano de Heroína, cuyo título hace alusión al coraje de la madre del drogadicto, papel que recayó en Adriana Ozores).
Al conseguir dicho papel, Javier rechazó la oferta de la productora MiramonMendi  para sumarse al elenco de  Aquí no hay quien viva en el personaje de Pablo Guerra, que finalmente fue interpretado por Elio González.
Concluyó el año 2005 encadenando rodajes: Tu vida en 65', La bicicleta y Días azules, donde compartió el protagonismo con Óscar Jaenada y Javier Ríos y coincidió de nuevo con Cristina Castaño después de haber trabajado juntos en Al salir de clase.
Otro de sus últimos trabajos fue Cuestión de Sexo en la cual interpretaba a Charlie un joven pasota y que solo piensa en el sexo. En esta tira aparece junto a Ana Fernández entre otros actores.
Sus últimos proyectos hasta la fecha son la película Aparecidos (2007), de Paco Cabezas junto a Ruth Díaz y el cortometraje Misericordiam Tuam (2008), de Juanra Fernández junto a Álvaro de Luna. Su proyecto más reciente es Anochece en la India, road movie dirigida por Chema Rodríguez.
En mayo de 2013 aparece en Gran Reserva. El origen dando vida a Gabriel Cortázar, que aparece asesinado en las bodegas.
En febrero de 2014 ganó el Goya a mejor actor revelación por Stockholm.

## Filmografía

### Televisión

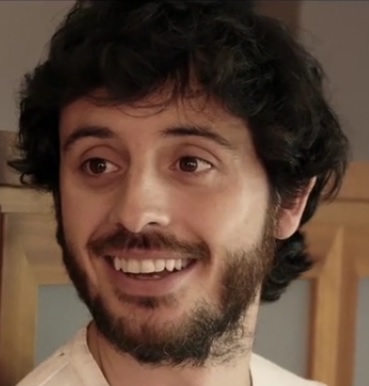
Javier Pereira

- El súper, personaje episódico (1997)
- Señor alcalde, como Javi (1998)
- Nada es para siempre, como Zaqui (1999-2000)
- Policías, en el corazón de la calle, un episodio: La voz que aún no ha sonado (2000)
- Al salir de clase, como Enrique "Triki" Cobos (2001-2002)
- El comisario, como Joaquín Molero, un episodio: Al filo de la memoria (2002)
- Hospital Central, como Carlos, un episodio: Kamikaze (2004)
- El comisario, como Ernesto, dos episodios: Celo profesional y Ana y Mía (2005)
- Cuestión de sexo, como Charly (2007-2008)
- Impares, personaje episódico (2008)
- Revelados, personaje episódico (2008)
- Aída, un episodio: El día D (2009)
- Hospital Central, como Julio, un episodio: Mi hermano carnal (2009)
- Maras, Dr. Chema Rodríguez. TV movie (2010)
- El Gordo: una historia verdadera, como Tomás. Dir. Alberto Ruiz Rojo. TV movie (2010)
- Doctor Mateo, un episodio: De cómo Adriana comprende lo que es la soledad y Mateo que nunca más volverá a estar solo (2010)
- La pecera de Eva, como Rafael "Rafa" Luján (2011)
- 14 de abril. La República, como Roberto (2011-2012)
- Ángel o demonio, un episodio:  Para la eternidad (2011)
- Los misterios de Laura, como David, un episodio: El misterio del testigo aullador (2011)
- Gran Hotel, como Ignacio Alonso, un episodio: Luna de sangre (2011)
- Frágiles, como Luis, un episodio: Enfermos del corazón (2012)
- Gran Reserva. El origen, como Gabriel Cortázar (2013)
- Amar es para siempre, como Jaime Novoa Feijóo (2016-2017)
- Cuéntame cómo pasó, como Salvador (2019-2020)
- Alguien tiene que morir como Enrique (2020)
- Desaparecidos como Demetrio Romo (2020)
- Sentimos las molestias como Carlos Müller (2023)
- 4 estrellas como Hugo Castellanos de Armas (2023)
- Sagrada familia como Chino (2023)

### Largometrajes
| Año  | Película                    | Personaje       | Dirección                        | Género            | Duración |
| ---- | --------------------------- | --------------- | -------------------------------- | ----------------- | -------- |
| 2002 | ¡Hasta aquí hemos llegado!  | Equis           | Yolanda García Serrano           | Comedia           | 1h 41m   |
| 2004 | Frío sol de invierno        | Gonzalo         | Pablo Malo                       | Drama             | 1h 44m   |
| 2005 | A golpes                    | Patrulla        | Juan Vicente Córdoba             | Drama             | 1h 40m   |
| 2005 | Heroína                     | Fito            | Gerardo Herrero                  | Drama             | 1h 50m   |
| 2006 | La bicicleta                | Santi           | Sigfrid Monleón                  | Drama             | 1h 38m   |
| 2006 | Tu vida en 65 minutos       | Dani            | María Ripoll                     | Drama romántico   | 1h 40m   |
| 2006 | Días azules                 | Alex            | Miguel Santesmases               | Drama             | 1h 37m   |
| 2007 | Aparecidos                  | Pablo           | Paco Cabezas                     | Drama/Terror      | 1h 47m   |
| 2008 | 8 citas                     | Jose            | Peris Romano y Rodrigo Sorogoyen | Comedia romántica | 1h 32m   |
| 2008 | Animales de compañía        | Javier          | Nicolás Muñoz                    | Comedia           | 1h 34m   |
| 2011 | No tengas miedo             | Víctor          | Montxo Armendáriz                | Drama romántico   | 1h 30m   |
| 2011 | Amanecidos                  |                 | Pol Aregall, Yonay Boix          | Drama             | 1h 19m   |
| 2011 | Amigos ...                  | Diego 9         | Borja Manso, Marcos Cabotá       | Comedia           | 1h 40m   |
| 2013 | Stockholm                   | Él              | Rodrigo Sorogoyen                | Drama             | 1h 31m   |
| 2013 | Para Elisa                  | Cristian        | Juanra Fernández                 | Thriller          | 1h 40m   |
| 2014 | La sangre de Wendy          | Yoni            | Samuel Gutiérrez                 | Acción            | 1h 25m   |
| 2014 | Anochece en la India        | Saúl            | Chema Rodríguez                  | Aventuras         | 1h 35m   |
| 2016 | Que Dios nos perdone        | Andrés Bosque   | Rodrigo Sorogoyen                | Drama/Suspense    | 2h 07m   |
| 2018 | Asesinato en la universidad | Padre Galindo   | Iñaki Peñafiel                   | Thriller          | 1h 34m   |
| 2023 | El instinto                 |                 | Juan Albarracín                  |                   |          |
| 2023 | La niña de la cabra         |                 | Ana Asensio                      |                   |          |
| 2024 | El escuerzo                 | Soldado español | Augusto Sinay                    | Terror/Fantasía   | 1h 34m   |

### Cortometrajes
| Año  | Título                                 | Personaje | Director                       | Género            | Duración |
| ---- | -------------------------------------- | --------- | ------------------------------ | ----------------- | -------- |
| 1997 | Campeones                              | Javi      | Antonio Conesa                 | Drama             | 18m      |
| 2004 | El último día del principio de tu vida | Dani      | Carlos Castel                  | Drama/Terror      | 22m      |
| 2006 | Busco                                  |           | Carlos Cuenca, Arturo Turón    | Drama             |          |
| 2007 | Puro Teatro                            |           | David Furones Belver           |                   |          |
| 2007 | El viaje al Paraíso                    | Miguel    | Juanan Martínez                | Drama             | 20m      |
| 2007 | Traumalogía                            | Carlos    | Daniel Sánchez Arévalo         | Drama             | 23m      |
| 2008 | Misericordiam Tuam                     |           | Juanra Fernández               | Drama             | 13m      |
| 2010 | La vida que me queda                   | Daniel    | Hugo Martín Cuervo             | Drama             | 13m      |
| 2014 | Objetos perdidos                       | Andrés    | Álvaro Oliva                   | Comedia romántica | 13m      |
| 2015 | El club de los 27                      | Roi       | Carlos Solano                  | Comedia negra     | 4m       |
| 2016 | e-Life                                 | Eric      | Vibha D.M., Mario DC Carbajosa | Drama fantástico  | 13m      |
| 2018 | La octava dimensión                    | Carlos    | Kike Maíllo                    | Thriller          | 18m      |
| 2019 | La Tierra llamando a Ana               | Juan      | Fernando Bonelli               | Romance           | 21m      |

### Teatro
- Procesos. Centro Cultural Puerta de Toledo.
- Amarillo Molière. Instituto San Isidro.
- Catarsis del tomatazo. Sala Mirador, dirigida por Cristina Rota.
- La gaviota. Dir. Rubén Ochandiano.
- Perversiones sexuales en Chicago. Dir. Juan Pedro Campoy.
- La cantante calva (2017)
- “Una semana nada más” (2023)

## Premios y nominaciones
Premios Goya
| Año  | Categoría              | Película             | Resultado |
| ---- | ---------------------- | -------------------- | --------- |
| 2014 | Mejor actor revelación | Stockholm            | Ganador   |
| 2016 | Mejor actor de reparto | Que Dios nos perdone | Nominado  |

Medallas del Círculo de Escritores Cinematográficos
| Año  | Categoría        | Película  | Resultado |
| ---- | ---------------- | --------- | --------- |
| 2013 | Actor revelación | Stockholm | Ganador   |